# Bibio sillemi
Bibio sillemi är en tvåvingeart som beskrevs av Oswald Duda 1935. Bibio sillemi ingår i släktet Bibio och familjen hårmyggor. Inga underarter finns listade i Catalogue of Life.